# Projekt 10750
Projekt 10750 Sapfir (v kódu NATO třída Lida) je třída pobřežních minolovek sovětského námořnictva z doby studené války. Po rozpadu SSSR plavidla převzalo ruské námořnictvo, přičemž bylo postaveno devět lodí a další nebyly dokončeny. Dvě jednotky hluboce modernizované verze projekt 10750E objednalo námořnictvo Kazachstánu.

## Stavba

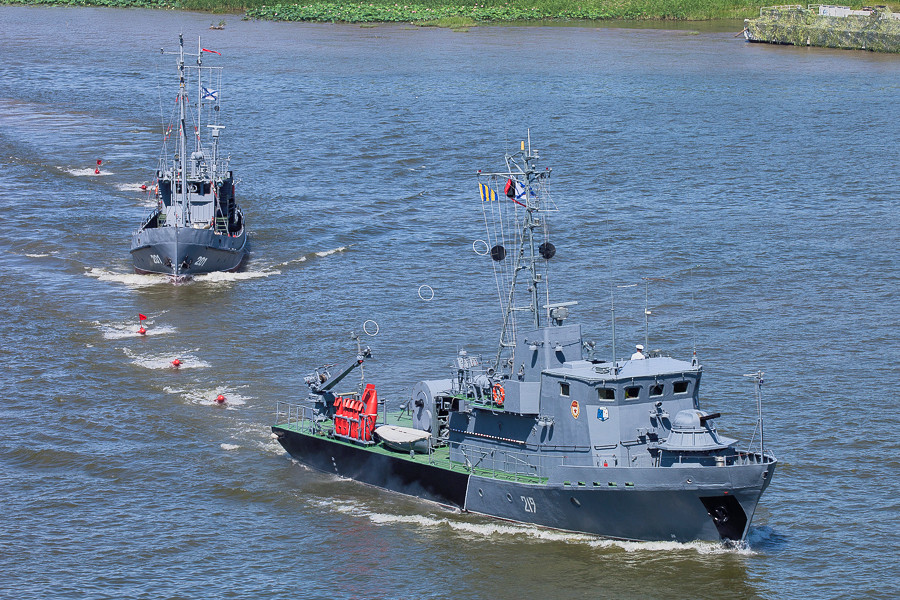
Minolovka projektu 10750

Třídu vyvinula konstrukční kancelář CMKB Almaz a stavbu zajistila loděnice Sredně-Něvskij v Petrohradu. V letech 1986–1996 bylo pro sovětské a ruské námořnictvo postaveno devět minolovek této třídy. Dalších šest nebylo dokončeno.
V roce 2013 byly na výstavě IMDEX 2013 v Petrohradě objednány dvě minolovky vylepšené verze projekt 10750E pro námořnictvo Kazachstánu. Plavidla se mimo jiné liší použitými západními systémy. Kýl prototypu Alatau byl založen 31. července 2014 a minolovka byla na vodu spuštěna 30. října 2015. Do služby vstoupila v červnu 2017.

## Konstrukce

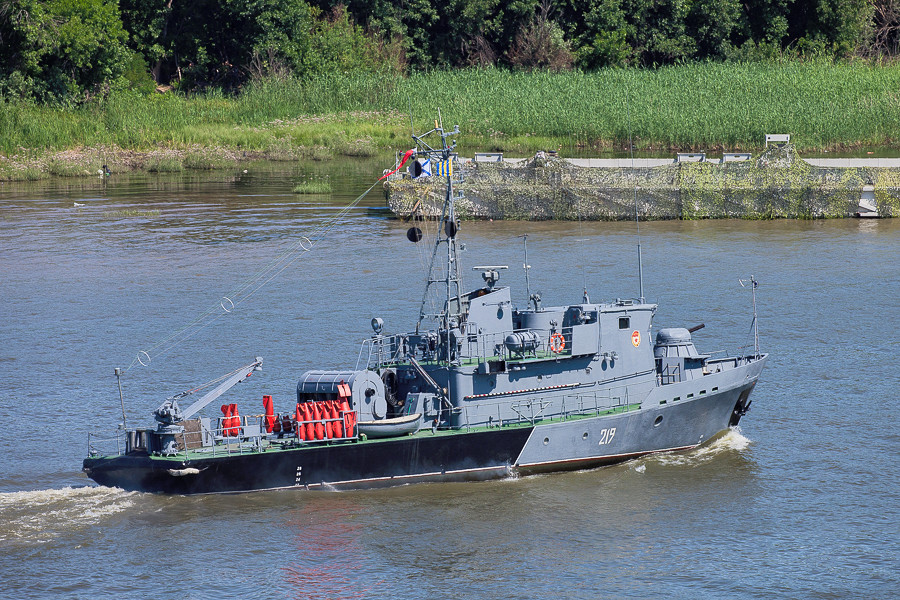
Minolovka projektu 10750

### Projekt 10750
Minolovka jsou vyrobeny ze skelných laminátů a plastických hmot. Výzbroj tvoří jeden 30mm kanón AK-306 a osm přenosných protiletadlových řízených střel 9K310 Igla. Pohonný systém tvoří dva diesely 3KD6SN o výkonu 300 hp. Lodní šrouby jsou dva. Nejvyšší rychlost dosahuje 12 uzlů.

### Projekt 10750E
Trup byl postaven z plastových kompozitů. Jsou vybavena bojovým řídícím systémem Diez-1750E, navigačním radarem a sonarem Teledyne Reson SeaBat. K vyhledávání a likvidaci min slouží bezposádkové systémy Allister 9, K-Ster Inspektor a K-Ster Mine Killer. Výzbroj tvoří 30mm kanón АК-306, jeden 12,7mm kulomet a čtyři přenosné protiletadlové řízené střely 9K38 Igla. Minolovky pohánějí dva diesely MAN D2866 LXE20, každý o výkonu 190 kW, pohánějící dva lodní šrouby. Manévrovací schopnosti zlepšuje příďové dokormidlovací zařízení. Nejvyšší rychlost dosahuje 12 uzlů. Dosah je 650 námořních mil.

## Uživatelé
Kazachstán
- Kazašské námořnictvo

 Rusko
- Ruské námořnictvo

 Sovětský svaz
- Sovětské námořnictvo